# 1990

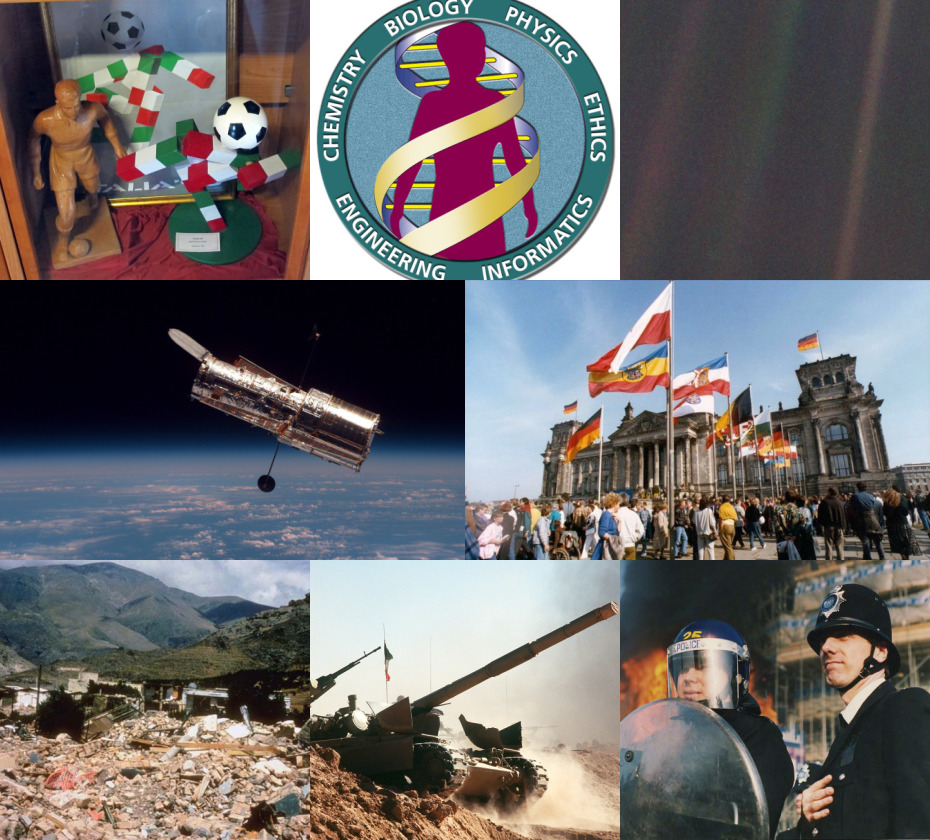
Từ trên cùng bên trái, theo chiều kim đồng hồ: Giải vô địch bóng đá thế giới 1990 được tổ chức tại Ý và Tây Đức giành chức vô địch; Dự án bản đồ gen người đã được khởi hành, bước đột phá trong ngành y khoa và công nghệ sinh học; Con tàu Voyager 1 chụp được bức ảnh nổi tiếng Đốm Xanh Mờ nói về sự mong manh của loài người trên Trái Đất; Tây Đức và Đông Đức tái thống nhất sau 45 năm chia cách; Cảnh sát canh gác trong cuộc bạo loạn thuế đầu ở Vương quốc Anh; Iraq dưới sự kiểm soát của Saddam Hussein đã xâm lược Kuwait, khởi đầu cho Chiến tranh Vùng Vịnh; Trận động đất Manjil–Rudbar đã giết chết khoảng 35.000–50.000 người tại Iran; Kính viễn vọng không gian Hubble được phóng từ tàu con thoi Discovery.

1990 (MCMXC) là một năm thường bắt đầu vào Thứ hai của lịch Gregory, năm thứ 1990 của Công nguyên hay của Anno Domini, the năm thứ 990  của thiên niên kỷ 2, năm thứ 90  của thế kỷ 20, và năm thứ  1   của thập niên 1990. 

## Sự kiện

### Tháng 1
- 1 tháng 1
  - Arnold Koller trở thành tổng thống Thụy Sĩ
  - Ba Lan trở thành nước đầu tiên ở Đông Âu bãi bỏ kinh tế chủ nghĩa xã hội nhà nước và rút khỏi khối Warszawa.
- 1 tháng 1: VTV2 chính thức được lên sóng

### Tháng 2
- 3 tháng 2: Andrej Lukanov trở thành thủ tướng Bulgaria
- 11 tháng 2: Nelson Mandela được tự do

### Tháng 3
- 11 tháng 3: Said Mohamed Djohar được bầu làm tổng thống Comoros
- 14 tháng 3: Mikhail Sergeyevich Gorbachov trở thành tổng thống của Liên bang Xô viết
- 24 tháng 3: Islam Karimov trở thành tổng thống Uzbekistan
- 25 tháng 3: Bầu cử dân chủ lần đầu tiên từ hơn 40 năm nay tại Hungary
- 30 tháng 3: Estonia tuyên bố thành lập Cộng hòa

### Tháng 4
- 3 tháng 4: Petar Mladenov trở thành tổng thống Bulgaria
- 23 tháng 4: Namibia trở thành thành viên của Liên Hợp Quốc
- 24 tháng 4: Nursultan Nazarbayev trở thành tổng thống của Kazakhstan

### Tháng 5
- 4 tháng 5: Latvia tuyên bố độc lập
- 6 tháng 5: Giáo hoàng Gioan Phaolô II thăm Mexico.
- 22 tháng 5: Microsoft Solitaire chính thức được phát hành lần đầu tiên trên Microsoft Windows
- 25 tháng 5: Bầu cử quốc hội tại Myanmar

### Tháng 6
- 13 tháng 6: Bắt đầu giật sập Bức tường Berlin
- 15 tháng 6: Thành lập Trường Đại học Mở Thành phố Hồ Chí Minh, Việt Nam
- 19 tháng 6: Bỉ, Cộng hòa Liên bang Đức, Hà Lan, Luxembourg và Pháp ký kết Hiệp ước Schengen
- 20 tháng 6: Động đất tại Iran, 40.000 đến 50.000 người chết
- 23 tháng 6: Cộng hòa Moldova tuyên bố chủ quyền

### Tháng 7
- 16 tháng 7: Động đất tại Luzon, Philippines, 1621 người chết

### Tháng 8
- 1 tháng 8: Bulgaria. Zhelyu Zhelev trở thành tổng thống
- 3 tháng 8: Armenia tuyên bố độc lập
- 22 tháng 8: São Tomé và Príncipe có Hiến pháp mới

### Tháng 9
- 7 tháng 9: Trò chơi truyền hình tương tác Hugo lần đầu tiên lên sóng tại Đan Mạch
- 18 tháng 9: Liechtenstein trở thành thành viên của Liên Hợp Quốc

### Tháng 10
- 3 tháng 10: Đông Đức chấm dứt tồn tại, sáp nhập vào Tây Đức
- 22 tháng 10: Turkmenistan tuyên bố độc lập
- 27 tháng 10: Saparmurat Niyazov trở thành tổng thống Turkmenistan

### Tháng 11
- 9 tháng 11: Hiến pháp dân chủ tại Nepal

### Tháng 12
- 5 tháng 12: Tổng thống Banglesh Hussain Mohammed Ershad bị lật đổ
- 11 tháng 12: Hiến pháp mới tại Bénin bắt đầu có hiệu lực
- 15 tháng 12: Kyrgyzstan tuyên bố chủ quyền

## Sinh

### Tháng 1
- 2 tháng 1: 
  - Lý Xuân Ái, diễn viên, ca sĩ người Trung Quốc
  - Khởi My, nữ ca sĩ kiêm streamer người Việt Nam, vợ của nam ca sĩ Kelvin Khánh
- 4 tháng 1: 
  - Toni Kroos, cựu cầu thủ bóng đá người Đức
- 5 tháng 1:
  - Yang Yoseob, ca sĩ người Hàn Quốc của nhóm nhạc HIGHLIGHT
  - Mew Amazing (Lê Đức Hùng), ca sĩ, nhạc sĩ người Việt Nam
- 7 tháng 1: Liam Aiken, diễn viên Mỹ
- 14 tháng 1: Suboi (Hàng Lâm Trang Anh), nữ Rapper người Việt Nam
- 10 tháng 1: Phan Mạnh Quỳnh, ca sĩ, nhạc sĩ người Việt Nam
- 12 tháng 1: Sergey Karjakin, kiện tướng cờ vua Ukraina
- 13 tháng 1: Liam Hemsworth, diễn viên người Úc
- 27 tháng 1: Diễm My, diễn viên người Việt Nam
- 30 tháng 1: Lê Bảo Bình (Lê Văn Bình), ca sĩ, nhạc sĩ người Việt Nam

### Tháng 2
- 4 tháng 2: Vũ Quốc Nhật, ca sĩ người Việt Nam
- 10 tháng 2: SooYoung, ca sĩ người Hàn Quốc
- 16 tháng 2: The Weeknd, nam ca sĩ, nhạc sĩ, nhà sản xuất thu âm Canada
- 18 tháng 2: Trần Thị Thùy Dung, Hoa hậu Việt Nam 2008
- 19 tháng 2: Đỗ Thụy Khanh, nữ nhạc sĩ người Việt Nam
- 22 tháng 2: Lâm Vlog (Lê Hoàng Vũ Huy), Youtuber người Việt Nam

### Tháng 3
- 1 tháng 3: Vân Trang (Nguyễn Ngọc Thùy Trang), nữ diễn viên kiêm người dẫn chương trình người Việt Nam
- 4 tháng 3: Andrea Bowen, nữ diễn viên Mỹ
- 6 tháng 3: Ronja Prince, nữ diễn viên Đức
- 10 tháng 3: Sơn Ngọc Minh, ca sĩ người Việt Nam
- 24 tháng 3: Keisha Castle-Hughes, nữ diễn viên người Úc
- 30 tháng 3: Lee Gikwang ca sĩ, vũ công người Hàn Quốc, thành viên nhóm nhạc Highlight
- 26 tháng 3: Xiumin (Kim Min-seok), thành viên nhóm nhạc EXO

### Tháng 4
- 1 tháng 4: Saka Trương Tuyền, (Trương Mộng Tuyền), nữ ca sĩ người Việt Nam, cháu gái của nghệ sĩ cải lương Kim Tiểu Long, vợ cũ của ca sĩ Khưu Huy Vũ
- 3 tháng 4:
  - Hoàng Nhật Nam, cầu thủ bóng đá người Việt Nam, em trai song sinh của cầu thủ bóng đá Hoàng Danh Ngọc
  - Hoàng Danh Ngọc, cầu thủ bóng đá người Việt Nam, anh trai song sinh của cầu thủ bóng đá Hoàng Nhật Nam
- 4 tháng 4: Ninh Dương Lan Ngọc, nữ diễn viên kiêm ca sĩ người Việt Nam, thành viên nhóm nhạc nữ Lunas
- 8 tháng 4: Jonghyun (Kim Jong-hyun), ca sĩ người Hàn Quốc, thành viên nhóm nhạc Shinee và SM the Ballad (m. 2017)
- 9 tháng 4: Kristen Stewart, nữ diễn viên Mỹ
- 15 tháng 4: Emma Watson, nữ diễn viên Anh
- 20 tháng 4: 
  - Lộc Hàm, ca sĩ người Trung Quốc
  - Cao Thái Hà, diễn viên người Việt Nam

### Tháng 5
- 1 tháng 5: Caitlin Stasey, nữ diễn viên người Úc
- 4 tháng 5: Thùy Chi, nữ ca sĩ người Việt Nam
- 5 tháng 5: Mohamed Boulaouidet, cầu thủ bóng đá người Algérie
- 16 tháng 5: Thomas Sangster, diễn viên Anh
- 19 tháng 5: Lương Thu Trang, diễn viên người Việt Nam.
- 20 tháng 5: Nhã Phương, nữ diễn viên người Việt Nam, vợ của diễn viên, dẫn chương trình Trường Giang
- 30 tháng 5: Im Yoon Ah, ca sĩ, diễn viên Hàn Quốc.
- 31 tháng 5: Đàm Tùng Vận, diễn viên người Trung Quốc

### Tháng 6
- 12 tháng 6: Phan Minh Huyền, nữ diễn viên người Việt Nam
- 19 tháng 6: Băng Di (Nguyễn Bảo Trinh), nữ ca sĩ, diễn viên người Việt Nam
- 26 tháng 6: Châu Đăng Khoa, nhạc sĩ kiêm ca sĩ người Việt Nam
- 28 tháng 6:
  - Võ Hạ Trâm, nữ ca sĩ người Việt Nam
  - Jasmin Bhasin, nữ diễn viên kiêm người mẫu người Ấn Độ

### Tháng 7
- 11 tháng 7: Connor Paolo, diễn viên người Mỹ
- 16 tháng 7: Cha Young-hwan, cầu thủ bóng đá người Hàn Quốc
- 17 tháng 7:
  - Mattie Stepanek, nhà thơ người Mỹ
  - Linh Cáo, nữ ca sĩ người Việt Nam
- 19 tháng 7: Thiên Minh, ca sĩ, dẫn chương trình, diễn viên, nhiếp ảnh gia người Việt Nam
- 24 tháng 7: Daveigh Chase, nữ diễn viên người Mỹ
- 29 tháng 7:
  - Matt Prokop, diễn viên người Mỹ
  - Shin Se-kyung, nữ diễn viên người Hàn Quốc

### Tháng 8
- 3 tháng 8: Shiraishi Shunya, diễn viên người Nhật Bản.
- 12 tháng 8: Mario Balotelli, cầu thủ bóng đá người Ý/Ghana
- 15 tháng 8: Jennifer Lawrence, nữ diễn viên điện ảnh người Mỹ
- 17 tháng 8: Rachel Hurd-Wood, nữ diễn viên Anh
- 20 tháng 8: BB Trần (Trần Phan Quốc Bảo), diễn viên hài người Việt Nam
- 24 tháng 8: Elizabeth Debicki, nữ diễn viên người Úc
- 30 tháng 8: Lưu Thị Diễm Hương, Hoa hậu Thế giới người Việt 2010

### Tháng 9
- 5 tháng 9: Kim Yuna (Kim Yeon-ah), nữ vận động viên trượt băng nghệ thuật người Hàn Quốc
- 6 tháng 9: Suni Hạ Linh (Ngô Đặng Thu Giang), nữ ca sĩ, vũ công người Việt Nam
- 7 tháng 9: Tanja Kolbe, nữ vận động viên trượt băng nghệ thuật người Đức
- 20 tháng 9: John Tavares, vận động viên khúc côn cầu trên băng người Canada

### Tháng 10
- 5 tháng 10: Võ Kiều Vân, nữ ca sĩ người Việt Nam
- 7 tháng 10: Phan Thị Mơ, Hoa hậu Đại sứ Du lịch Thế giới 2018
- 11 tháng 10: Châu Tuyết Vân, vận động viên người Việt Nam
- 19 tháng 10: Trương Thị Diệu Ngọc, Hoa Khôi Áo dài Việt Nam 2016
- 21 tháng 10: Ricky Rubio, cầu thủ bóng rổ người Tây Ban Nha
- 28 tháng 10: 
  - Sam (Nguyễn Hà My), nữ diễn viên, người mẫu, người dẫn chương trình người Việt Nam
  - Phương Ly, nữ ca sĩ người Việt Nam
- 29 tháng 10: Amarna Miller, nữ diễn viên người Tây Ban Nha
- 31 tháng 10:
  - J.I.D, nữ ca sĩ rap người Mỹ
  - Emiliano Sala, cầu thủ bóng đá người Argentina (m. 2019)

### Tháng 11
- 1 tháng 11: JustaTee (Nguyễn Thanh Tuấn), nhạc sĩ, ca sĩ, rapper Việt Nam, thành viên nhóm SpaceSpeakers
- 3 tháng 11: Trịnh Đình Quang, ca sĩ kiêm nhạc sĩ người Việt Nam
- 6 tháng 11: André Schürrle, cầu thủ bóng đá người Đức
- 7 tháng 11:
  - Rosa-Mystique Jones, nữ vận động viên điền kinh
  - David De Gea, cầu thủ bóng đá người Tây Ban Nha
- 27 tháng 11: Sarah Hyland, nữ diễn viên người Mỹ
- 29 tháng 11: Lee Minhyuk, ca sĩ người Hàn Quốc, thành viên nhóm nhạc BtoB
- 30 tháng 11: Magnus Carlsen, kiện tướng cờ vua người Na Uy

### Tháng 12
- 5 tháng 12: Hạnh Sino (Nguyễn Mỹ Hạnh), nữ ca sĩ, diễn viên người Việt Nam
- 9 tháng 12: LaFee, nữ ca sĩ người Đức
- 10 tháng 12:
  - Tamira Paszek, nữ vận động viên quần vợt người Áo
  - S.T Sơn Thạch (Nguyễn Cao Sơn Thạch), ca sĩ, diễn viên người Việt Nam, thành viên cựu nhóm nhạc 365daband
- 11 tháng 12: Kim Hyo-jung (Hyorin/Hyolin), nữ ca sĩ người Hàn Quốc
- 12 tháng 12: Seungri (Lee Seung-hyun), ca sĩ người Hàn Quốc, thành viên nhóm nhạc Big Bang
- 17 tháng 12: Lý Quí Khánh, nhà thiết kế thời trang người Việt Nam
- 20 tháng 12: Joanna 'JoJo' Levesque, nữ ca sĩ người Mỹ
- 22 tháng 12: Jean-Baptiste Maunier, ca sĩ, diễn viên người Pháp
- 25 tháng 12: Marie Luise Stahl, nữ diễn viên người Đức

### Không rõ ngày, tháng
- Việt My, nữ ca sĩ người Việt Nam
- Phạm Lịch, nữ vũ công, ca sĩ người Việt Nam
- Trà Ngọc Hằng, nữ ca sĩ người Việt Nam, Á hậu Việt Nam hoàn cầu 2011
- Bích Trâm, nữ diễn viên người Việt Nam
- Thủy Phạm (Phạm Thị Thu Thủy), nữ diễn viên, người mẫu người Việt Nam (m. 2024)[1]

## Mất

### Tháng 1

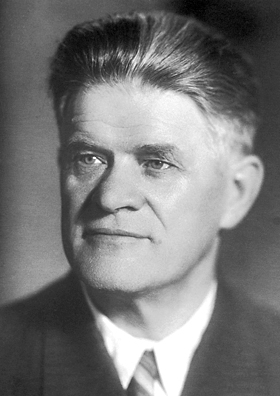
Pavel Alekseyevich Cherenkov

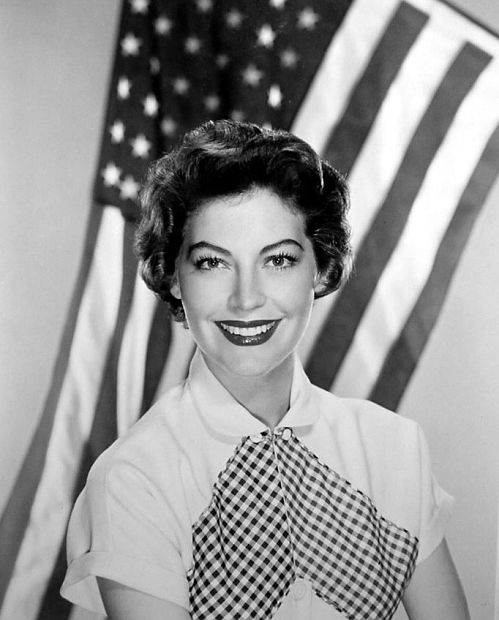
Ava Gardner

- 1 tháng 1: Ernst Kuzorra, cầu thủ bóng đá Đức (s. 1905)
- 4 tháng 1: Vladimir Ussachevski, nhà soạn nhạc (s. 1911)
- 6 tháng 1: Hans Jaray, đạo diễn phim, tác giả (s. 1906)
- 6 tháng 1: Pavel Alekseyevich Cherenkov, nhà vật lý học Nga (s. 1904)
- 8 tháng 1: Terry-Thomas, diễn viên Anh (s. 1911)
- 9 tháng 1: Bazilio Olara Okello, tổng thống Uganda (s. 1929)
- 10 tháng 1: Ernst Engelbrecht-Greve, chính khách Đức (s. 1916)
- 14 tháng 1: Hellmut Haase-Altendorf, nhà soạn nhạc Đức, nghệ sĩ dương cầm (s. 1912)
- 16 tháng 1: Alfred Maleta, chính khách Áo (s. 1906)
- 17 tháng 1: Charles Hernu, chính khách Pháp (s. 1923)
- 19 tháng 1: Herbert Wehner, chính khách Đức (s. 1906)
- 20 tháng 1: Barbara Stanwyck, nữ diễn viên Mỹ (s. 1907)
- 21 tháng 1: Wilhelm Flitner, nhà sư phạm (s. 1889)
- 25 tháng 1: Ava Gardner, nữ diễn viên Mỹ (s. 1922)
- 26 tháng 1: Bob Gerard, đua xe Anh (s. 1914)
- 26 tháng 1: Lewis Mumford, triết gia (s. 1895)
- 26 tháng 1: Higashikuni Naruhiko, chính khách Nhật Bản, thủ tướng (s. 1887)

### Tháng 2

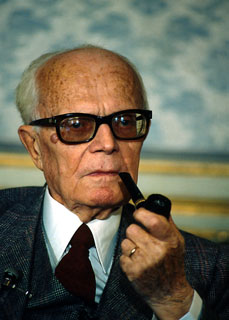
Alessandro Pertini

- 2 tháng 2: Mel Lewis, nhạc sĩ nhạc jazz Mỹ (s. 1929)
- 14 tháng 2: Tony Holiday, nam ca sĩ Đức (s. 1951)
- 14 tháng 2: Luděk Čajka, vận động viên khúc côn cầu trên băng Séc (s. 1964)
- 16 tháng 2: Keith Haring, nghệ nhân Mỹ (s. 1958)
- 23 tháng 2: James M. Gavin, tướng Mỹ (s. 1907)
- 24 tháng 2: Alessandro Pertini, chính khách Ý (s. 1896)

### Tháng 3

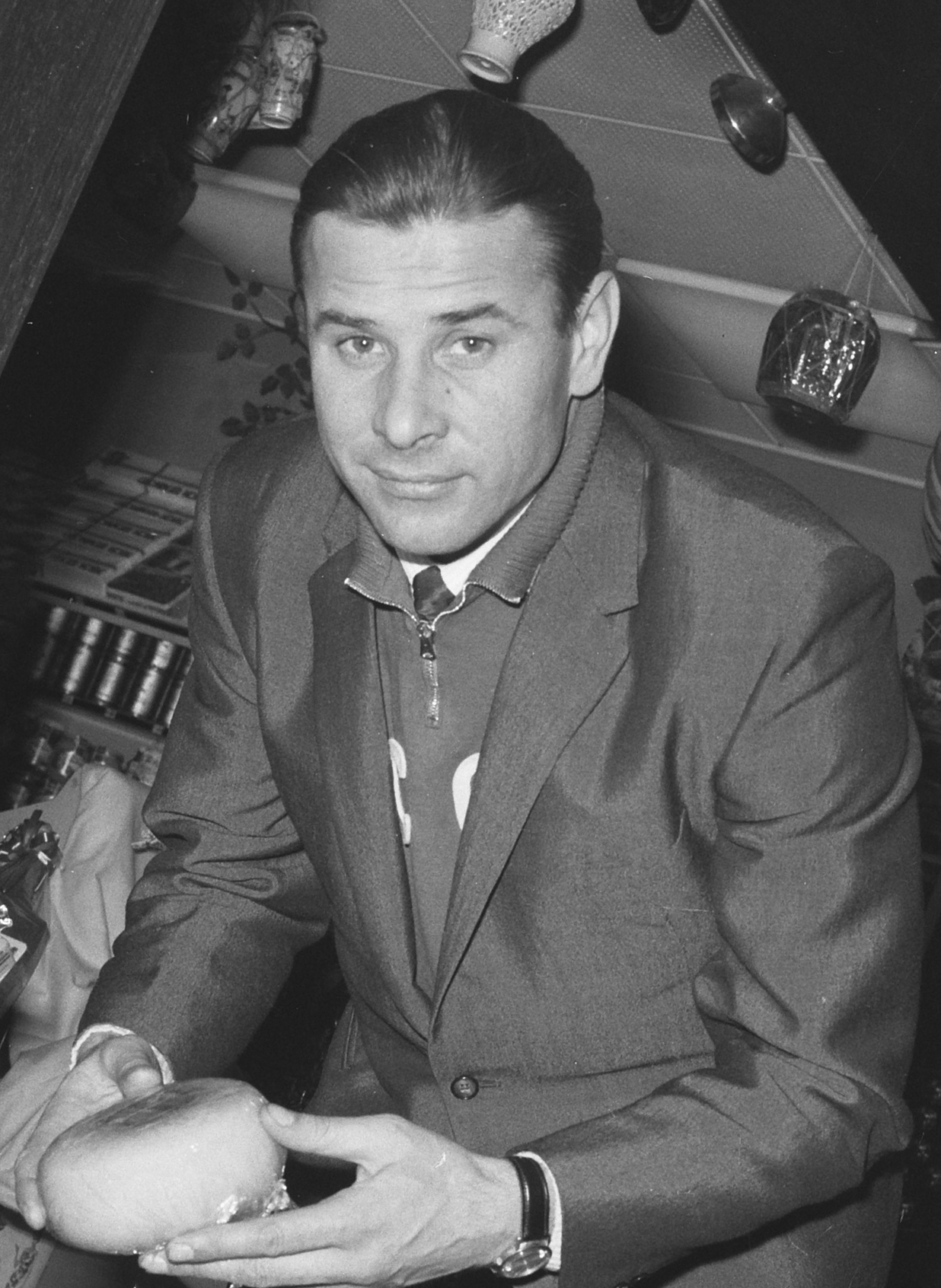
Lev Ivanovich Yashin

- 5 tháng 3: Edmund Conen, cầu thủ bóng đá Đức (s. 1914)
- 7 tháng 3: Carl Alvar Wirtanen, nhà thiên văn học Mỹ (s. 1910)
- 7 tháng 3: Claude Arrieu, nhà soạn nhạc Pháp (s. 1903)
- 10 tháng 3: Tseng Kwong Chi, nhiếp ảnh gia (s. 1950)
- 12 tháng 3: Philippe Soupault, thi sĩ Pháp, nhà văn (s. 1897)
- 12 tháng 3: Baldur Hönlinger, kiện tướng cờ vua Áo (s. 1905)
- 13 tháng 3: Karl Münchinger, nhạc trưởng Đức (s. 1915)
- 16 tháng 3: Fritz Ewert, cầu thủ bóng đá Đức (s. 1937)
- 17 tháng 3: Ric Grech, nhạc sĩ nhạc rock Anh (s. 1946)
- 17 tháng 3: Capucine, nữ diễn viên Pháp (s. 1931)
- 19 tháng 3: Leopold Neumer, cầu thủ bóng đá, (s. 1919)
- 22 tháng 3: Lev Yashin, thủ môn người Liên Xô, thủ môn duy nhất từng nhận Quả Bóng Vàng Châu Âu (s. 1929)
- 24 tháng 3: An Wang, nhà phát minh (s. 1920)
- 26 tháng 3: Christian Meyer-Oldenburg, nhà văn thể loại khoa học giả tưởng tiếng Đức (s. 1936)
- 28 tháng 3: Kurt Scharf, Giám mục Tin Lành (s. 1902)

### Tháng 4

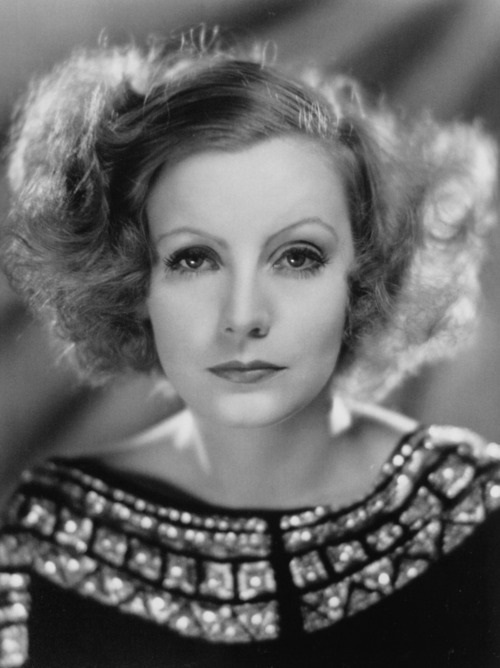
Greta Garbo

- 2 tháng 4: Aldo Fabrizi, diễn viên Ý, đạo diễn phim (s. 1905)
- 4 tháng 4: Paul Yoder, nhà soạn nhạc Mỹ, giáo sư (s. 1908)
- 6 tháng 4: Alfred Sohn-Rethel, nhà kinh tế học, triết gia (s. 1899)
- 12 tháng 4: Otto Neumann, vận động viên điền kinh Đức (s. 1902)
- 12 tháng 4: Luis Trenker, kiến trúc sư, diễn viên, đạo diễn phim, nhà văn (s. 1892)
- 13 tháng 4: Hans Reinerth, nhà khảo cổ học Đức (s. 1900)
- 15 tháng 4: Greta Garbo, nữ diễn viên Thụy Điển (s. 1905)
- 15 tháng 4: Helmut Lemke, chính khách Đức, thủ hiến của bang Schleswig-Holstein, Đức (s. 1907)
- 17 tháng 4: Karl Walz, chính khách Đức (s. 1900)
- 18 tháng 4: Friedrich Wilhelm Kraemer, ein kiến trúc sư Đức (s. 1907)
- 19 tháng 4: Marco Aurelio Robles Méndez, tổng thống thứ 32 của Panama (s. 1905)
- 22 tháng 4: Bob Davies, cầu thủ bóng rổ Mỹ (s. 1920)
- 23 tháng 4: Paulette Goddard, nữ diễn viên Mỹ
- 29 tháng 4: Max Bense, triết gia Đức, nhà văn, nhà xuất bản (s. 1910)

### Tháng 5

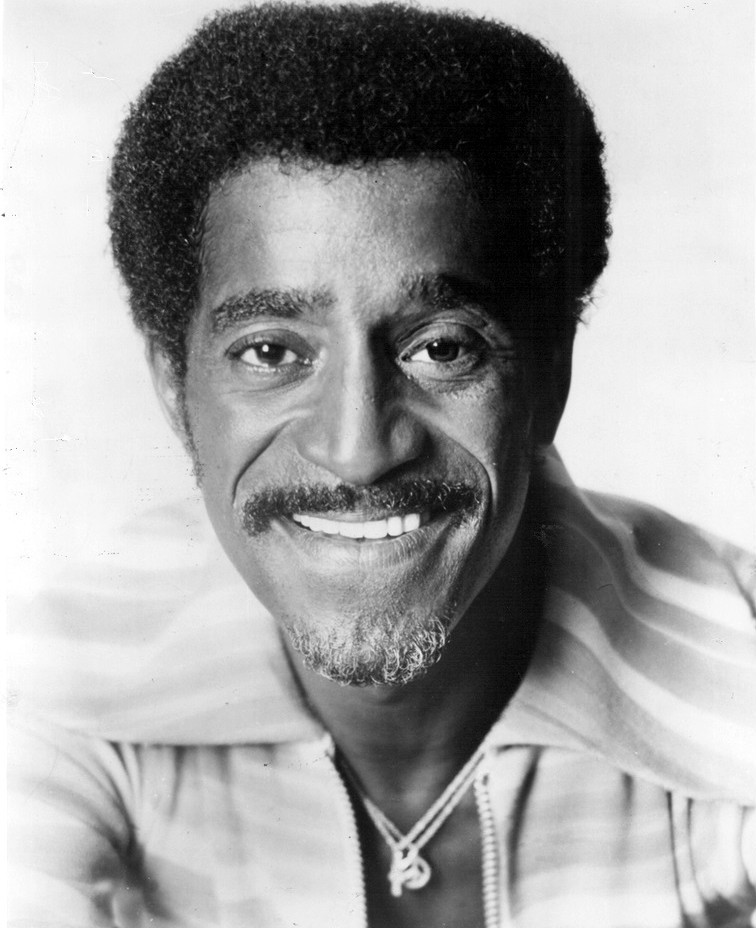
Sammy Davis Jr.

- 6 tháng 5: Irmtraud Morgner, nhà văn nữ Đức (s. 1933)
- 8 tháng 5: Gustav Rudolf Sellner, đạo diễn phim Đức (s. 1905)
- 11 tháng 5: Heidemarie Hatheyer, nữ diễn viên Áo, nữ ca sĩ (s. 1918)
- 14 tháng 5: André Amellér, nhà soạn nhạc Pháp (s. 1912)
- 16 tháng 5: Jim Henson, đạo diễn phim Mỹ (s. 1936)
- 16 tháng 5: Sammy Davis Jr., nam ca sĩ Mỹ, nghệ sĩ múa, diễn viên (s. 1925)
- 18 tháng 5: Giuse Maria Trịnh Văn Căn, tổng Giám mục của Hà Nội, Hồng y Giáo chủ (s. 1921)
- 24 tháng 5: Julijans Vaivods, tổng Giám mục của Riga, Hồng y Giáo chủ (s. 1895)
- 26 tháng 5: Chris McGregor, nghệ sĩ dương cầm Nam Phi, nhà soạn nhạc (s. 1936)
- 27 tháng 5: Hans Bunge, đạo diễn phim, tác giả (s. 1919)
- 28 tháng 5: Giorgio Manganelli, nhà văn Ý, nhà văn tiểu luận, nhà báo (s. 1922)
- 31 tháng 5: Willy Spühler, chính khách Thụy Sĩ (s. 1902)

### Tháng 6
- 1 tháng 6: Ernst Wilhelm Borchert, diễn viên Đức (s. 1907)
- 2 tháng 6: Jack Gilford, diễn viên Mỹ (s. 1907)
- 12 tháng 6: Georg Meistermann, họa sĩ Đức (s. 1911)
- 16 tháng 6: Thomas George Cowling, nhà thiên văn học Anh, nhà toán học (s. 1906)
- 22 tháng 6: Rocky Graziano, võ sĩ quyền Anh Mỹ (s. 1921)
- 23 tháng 6: Ilja Michailowitsch Frank, nhà vật lý học Nga, Giải Nobel vật lý năm 1958 (s. 1908)
- 25 tháng 6: Peggy Glanville-Hicks, nhà soạn nhạc Úc (s. 1912)
- 28 tháng 6: Herbert Jobst, nhà văn Đức (s. 1915)

### Tháng 7

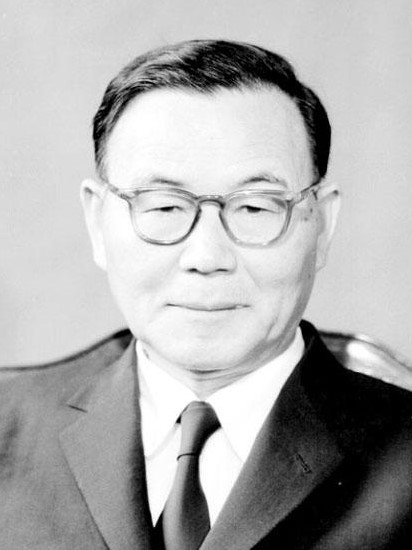
Yun Bo-seon

- 7 tháng 7: Hugo Makibi Enomiya-Lassalle, thầy tu dòng Tên (s. 1898)
- 14 tháng 7: Dagmar Dimitroff, nữ nghệ nhân (s. 1960)
- 18 tháng 7: Yun Bo-seon, chính khách Hàn Quốc (s. 1897)
- 21 tháng 7: Sergei Parajanov, đạo diễn phim (s. 1924)
- 22 tháng 7: Manuel Puig, nhà văn Argentina, tác giả kịch bản (s. 1932)
- 25 tháng 7: Jean Fourastié, nhà kinh tế học (20 (s. 1907)
- 26 tháng 7: Hans Aebli, nhà sư phạm Thụy Sĩ (s. 1923)
- 29 tháng 7: Bruno Kreisky, chính khách Áo (s. 1911)
- 31 tháng 7: Wilhelm Nowack, chính khách Đức (s. 1897)
- 31 tháng 7: Fernando Sancho, diễn viên Tây Ban Nha (s. 1916)

### Tháng 8
- 1 tháng 8: Norbert Elias, nhà xã hội học, triết gia, thi sĩ (s. 1897)
- 2 tháng 8: George de Mestral, kĩ sư Thụy Sĩ (s. 1907)
- 3 tháng 8: Betty Amann, nữ diễn viên (s. 1905)
- 4 tháng 8: Heinz Frieler, chính khách Đức (s. 1927)
- 5 tháng 8: Ivan Blatný, thi sĩ Séc, nhà văn (s. 1919)
- 7 tháng 8: Gebhard Müller, thủ hiến của Baden-Württemberg, Đức (s. 1900)
- 12 tháng 8: Roy Williamson, nhạc sĩ (s. 1936)
- 15 tháng 8: Viktor Robertovich Tsoi, ca sĩ nhạc rock Nga (s. 1962)
- 16 tháng 8: Annik Saxegaard, nhà văn nữ Na Uy (s. 1905)
- 20 tháng 8: Rudolf Gellesch, cầu thủ bóng đá Đức (s. 1914)
- 20 tháng 8: Werner Lansburgh, nhà văn Đức, nhà xuất bản (s. 1912)
- 22 tháng 8: Rudolf Marić, kiện tướng cờ vua (s. 1927)
- 22 tháng 8: Luigi Dadaglio, Hồng y Giáo chủ của nhà thờ Công giáo La Mã (s. 1914)
- 24 tháng 8: Sergei Donatovich Dovlatov, nhà văn Nga (s. 1941)
- 25 tháng 8: Morley Callaghan, nhà văn Canada (s. 1903)
- 27 tháng 8: Stevie Ray Vaughan, nhạc sĩ nhạc blues (s. 1954)
- 29 tháng 8: Luigi Beccali, vận động viên điền kinh Ý, huy chương Thế Vận Hội (s. 1907)

### Tháng 9
- 2 tháng 9: Piet Stalmeier, nhà soạn nhạc Hà Lan, nhạc trưởng (s. 1912)
- 3 tháng 9: Karl Mommer, chính khách Đức (s. 1910)
- 3 tháng 9: Mieczysław Fogg, nam ca sĩ Ba Lan (s. 1901)
- 4 tháng 9: Irene Dunne, nữ diễn viên (s. 1898)
- 5 tháng 9: Beppo Brem, diễn viên Đức (s. 1906)
- 7 tháng 9: Ahti Karjalainen, chính khách Phần Lan (s. 1923)
- 9 tháng 9: Nicola Abbagnano, triết gia Ý (s. 1901)
- 9 tháng 9: Samuel K. Doe, tổng thống của Liberia
- 11 tháng 9: Iris von Roten, nữ luật gia Thụy Sĩ, nữ nhà báo (s. 1917)
- 26 tháng 9: Alberto Moravia, nhà văn Ý (s. 1907)
- 30 tháng 9: Michel Leiris, nhà văn Pháp, nhà dân tộc học (s. 1901)
- 30 tháng 9: Patrick White, Giải thưởng Nobel văn học (s. 1912)

### Tháng 10
- 1 tháng 10: John Stewart Bell, nhà vật lý học (s. 1928)
- 1 tháng 10: Andrzej Krzanowski, nhà soạn nhạc Ba Lan (s. 1951)
- 2 tháng 10: Peter Herman Adler, nhạc trưởng (s. 1899)
- 4 tháng 10: Erwin Bünning, nhà thực vật học Đức (s. 1906)
- 6 tháng 10: Juan José Arévalo, tổng thống Guatemala (s. 1905)
- 9 tháng 10: Georges de Rham, nhà toán học Thụy Sĩ (s. 1903)
- 10 tháng 10: Emil Joseph Diemer, kỳ thủ Đức (s. 1908)
- 10 tháng 10: Carlos Thompson, diễn viên Argentina, nhà văn (s. 1923)
- 13 tháng 10: Lê Đức Thọ, nguyên Ủy viên Bộ Chính trị, nguyên Trưởng ban Tổ chức Trung ương, Cố vấn Ban chấp hành Trung ương Đảng cộng sản Việt Nam (s. 1911)
- 13 tháng 10: Hans Freudenthal, nhà toán học Đức (s. 1905)
- 14 tháng 10: Leonard Bernstein, nhà soạn nhạc Mỹ, nhạc trưởng (s. 1918)
- 16 tháng 10: Jorge Bolet, nghệ sĩ dương cầm (s. 1914)
- 20 tháng 10: Joel McCrea, diễn viên (s. 1905)
- 22 tháng 10: Werner Jarowinsky, chính khách Đức (s. 1927)
- 23 tháng 10: Louis Althusser, triết gia Pháp (s. 1918)
- 27 tháng 10: Gerhard Wacher, chính khách Đức (s. 1916)
- 27 tháng 10: Jacques Demy, đạo diễn phim Pháp (s. 1931)
- 28 tháng 10: Sigrid Kressmann-Zschach, nữ kiến trúc sư Đức (s. 1929)
- 29 tháng 10: Volker von Collande, diễn viên Đức, tác giả kịch bản, đạo diễn phim (s. 1913)

### Tháng 11
- 2 tháng 11: Eliot Porter, nhiếp ảnh gia Mỹ (s. 1901)
- 3 tháng 11: Mary Martin, nữ diễn viên Mỹ (s. 1913)
- 10 tháng 11: Ronnie Dyson, ca sĩ nhạc pop Mỹ (s. 1950)
- 11 tháng 11: Giannis Ritsos, nhà văn Hy Lạp (s. 1909)
- 12 tháng 11: Hans Jürgen Hundt, nhà khảo cổ học Đức (s. 1902)
- 12 tháng 11: Eve Arden, nữ diễn viên Mỹ (s. 1908)
- 13 tháng 11: Nico Haak, nam ca sĩ Hà Lan (s. 1939)
- 17 tháng 11: Robert Hofstadter, nhà vật lý học Mỹ, nhận Giải thưởng Nobel (s. 1915)
- 18 tháng 11: Wolfgang Büttner, diễn viên Đức (s. 1912)
- 19 tháng 11: Felix Lützkendorf, tác giả kịch bản Đức (s. 1906)
- 23 tháng 11: Roald Dahl, nhà văn (s. 1916)
- 24 tháng 11: Helga Feddersen, nữ diễn viên Đức (s. 1930)
- 24 tháng 11: Arnold Marquis, diễn viên Đức (s. 1921)
- 26 tháng 11: Ludwig von Moos, chính khách Thụy Sĩ (s. 1910)
- 28 tháng 11: Paco Godia, tay đua xe Tây Ban Nha (s. 1921)
- 30 tháng 11: Hilde Spiel, nữ nhà báo, nhà văn nữ (s. 1911)

### Tháng 12
- 1 tháng 12: Octavio Antonio Beras Rojas, tổng Giám mục của Santo Domingo, Hồng y Giáo chủ (s. 1906)
- 1 tháng 12: Vijaya Lakshmi Pandit, nữ chính khách Ấn Độ (s. 1900)
- 2 tháng 12: Robert Cummings, diễn viên Mỹ (s. 1908)
- 2 tháng 12: Aaron Copland, nhà soạn nhạc Mỹ (s. 1900)
- 2 tháng 12: Sergio Corbucci, đạo diễn phim Ý (s. 1927)
- 7 tháng 12: Joan Bennett, nữ diễn viên Mỹ (s. 1910)
- 7 tháng 12: Horst Bienek, nhà văn Đức (s. 1930)
- 8 tháng 12: Martin Ritt, đạo diễn phim Mỹ (s. 1914)
- 13 tháng 12: Alice Marble, nữ vận động viên quần vợt Mỹ (s. 1913)
- 14 tháng 12: Friedrich Dürrenmatt, nhà văn Thụy Sĩ, nhà soạn kịch, họa sĩ (s. 1921)
- 15 tháng 12: Walther Hans Reinboth, họa sĩ, thi sĩ (s. 1899)
- 19 tháng 12: Norbert Dufourcq, nghệ sĩ đàn ống (s. 1904)
- 21 tháng 12: Anne-Marie Barat, nữ nghệ sĩ đàn ống Pháp (s. 1948)
- 21 tháng 12: Magda Julin, nữ vận động viên trượt băng nghệ thuật Thụy Điển (s. 1894)
- 24 tháng 12: Thorbjørn Egner, nhà văn Na Uy (s. 1912)

## Giải thưởng Nobel
- Hóa học - Elias James Corey
- Văn học - Octavio Paz
- Hòa bình - Mikhail Sergeyevich Gorbachov
- Vật lý - Jerome Isaac Friedman, Henry Way Kendall, Richard Edward Taylor
- Y học - Joseph E. Murray, E. Donnall Thomas
- Kinh tế - Harry Markowitz, Merton Miller, William Sharpe